# Hôtel de ville de Mayence
L'Hôtel de ville de Mayence est le siège administratif de la municipalité de Mayence, en Allemagne.

## L'hôtel de ville
L'hôtel de ville est situé au bord du Rhin près du Pont Theodor-Heuss. Le bâtiment fut conçu par Arne Jacobsen et Otto Weitling entre 1966 et 1970 et il a été construit de 1970 à 1974. Avec l'hôtel Mainz Hilton et la Rheingoldhalle (salle polyvalente), il forme un ensemble harmonieux de constructions modernes dans le centre historique de Mayence..

## Coût
Le budget du complexe de l'hôtel de ville avait été estimé en 1969 à 45 millions de Deutsche Marks (DM). En 1973, un an avant la fin des travaux, le coût était estimé à 67 millions de DM. Finalement, le projet a coûté 80 millions de DM.

## Place de mairie
La place sur le plateau a été rebaptisée Jockel-Fuchs-Platz en hommage à Jockel Fuchs, qui était le maire lors du début de la construction et qui est décédé un an avant la fin des travaux.
Sur la place, on peut admirer la sculpture Force Vitale créée par Andreu Alfaro, originaire de la ville de Valence (Espagne), ville jumelée avec Mayence. Cette sculpture est réalisée en aluminium.
Sous la place se trouve un parking public à plusieurs niveaux, reliés à la surface par des élévateurs en verre.

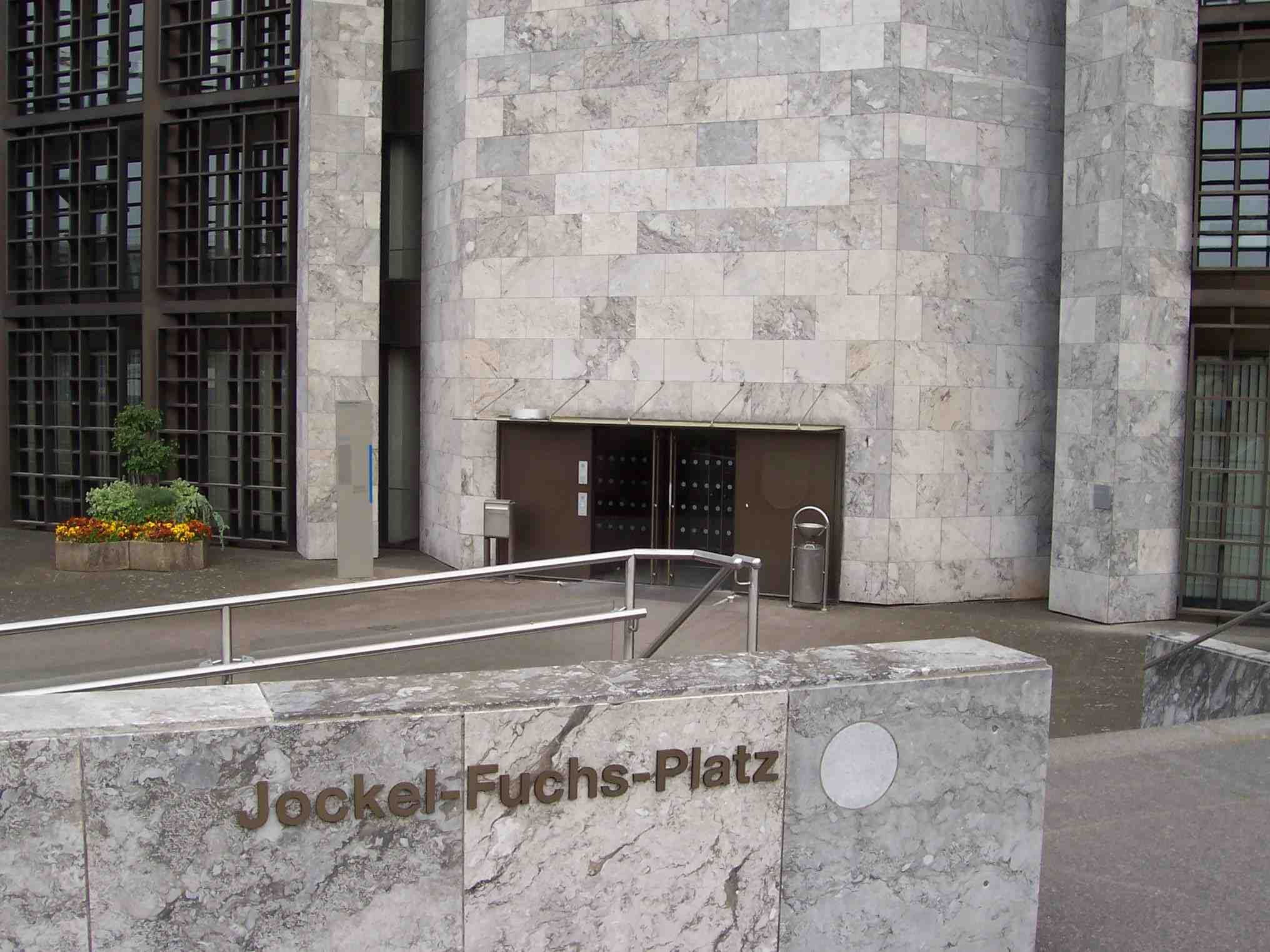
Place Jockel-Fuchs avec l'entrée principale de l'hôtel de ville
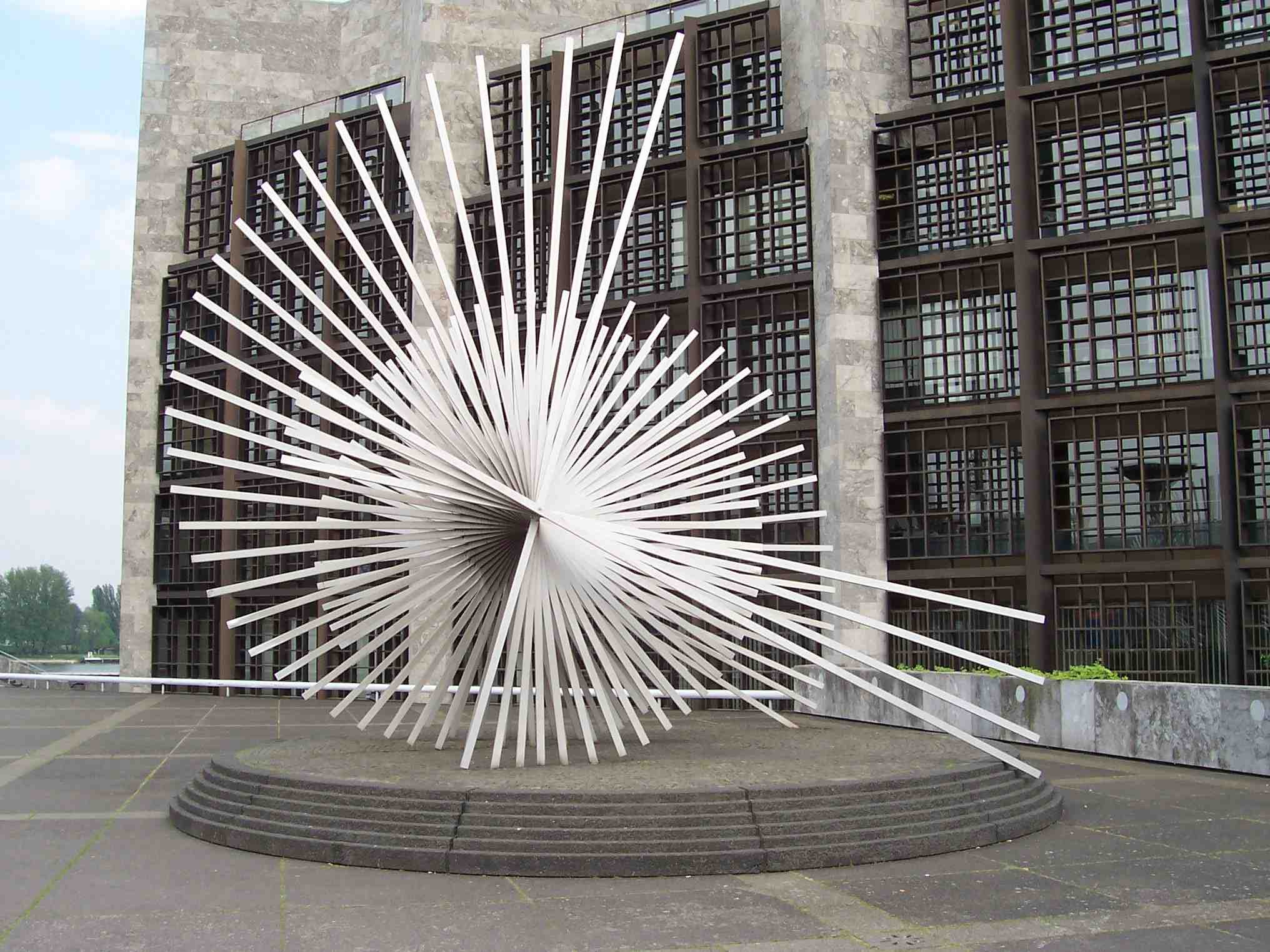
force vitale de Andreu Alfaro
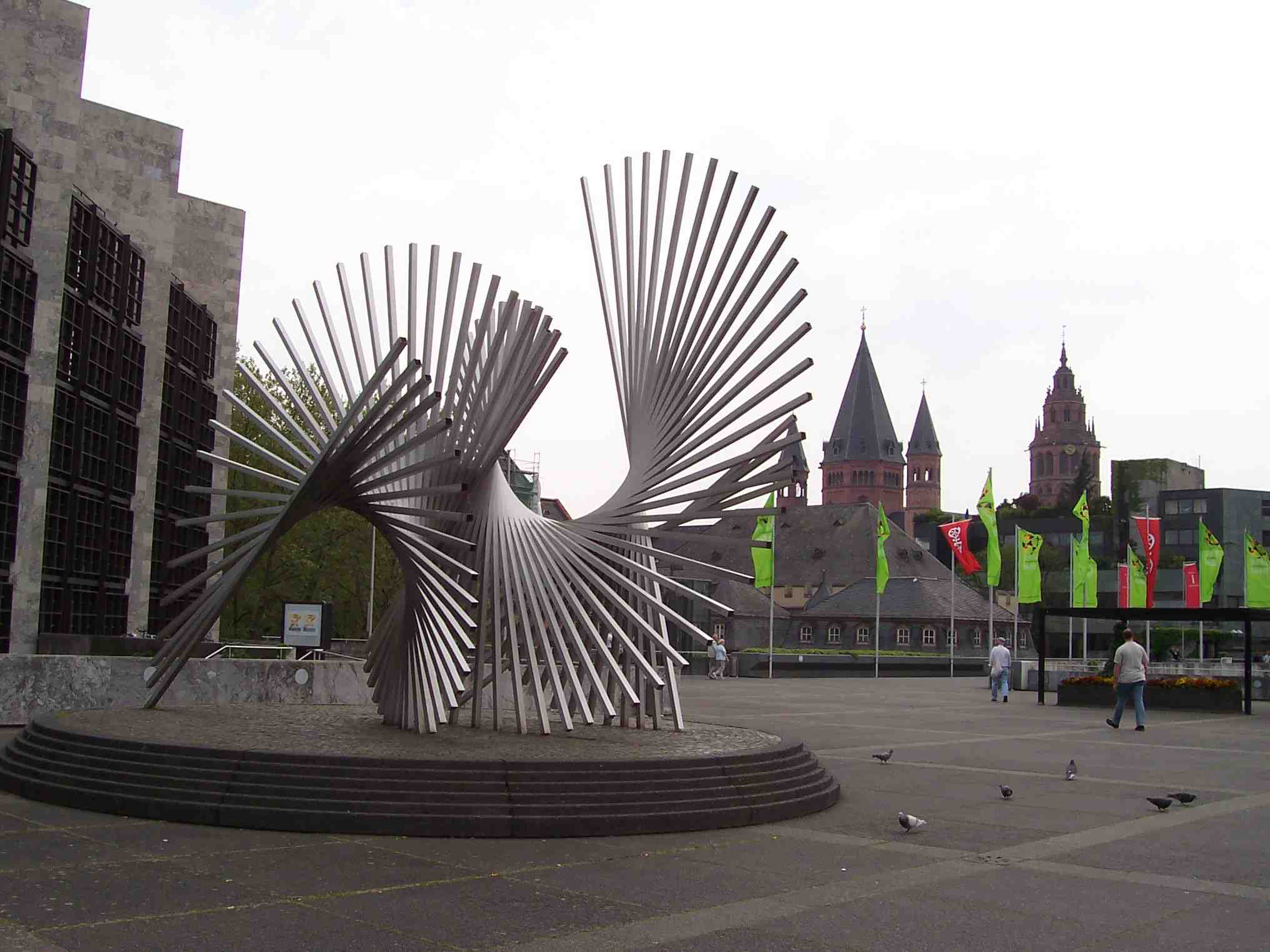
force vitale au fond la cathédrale
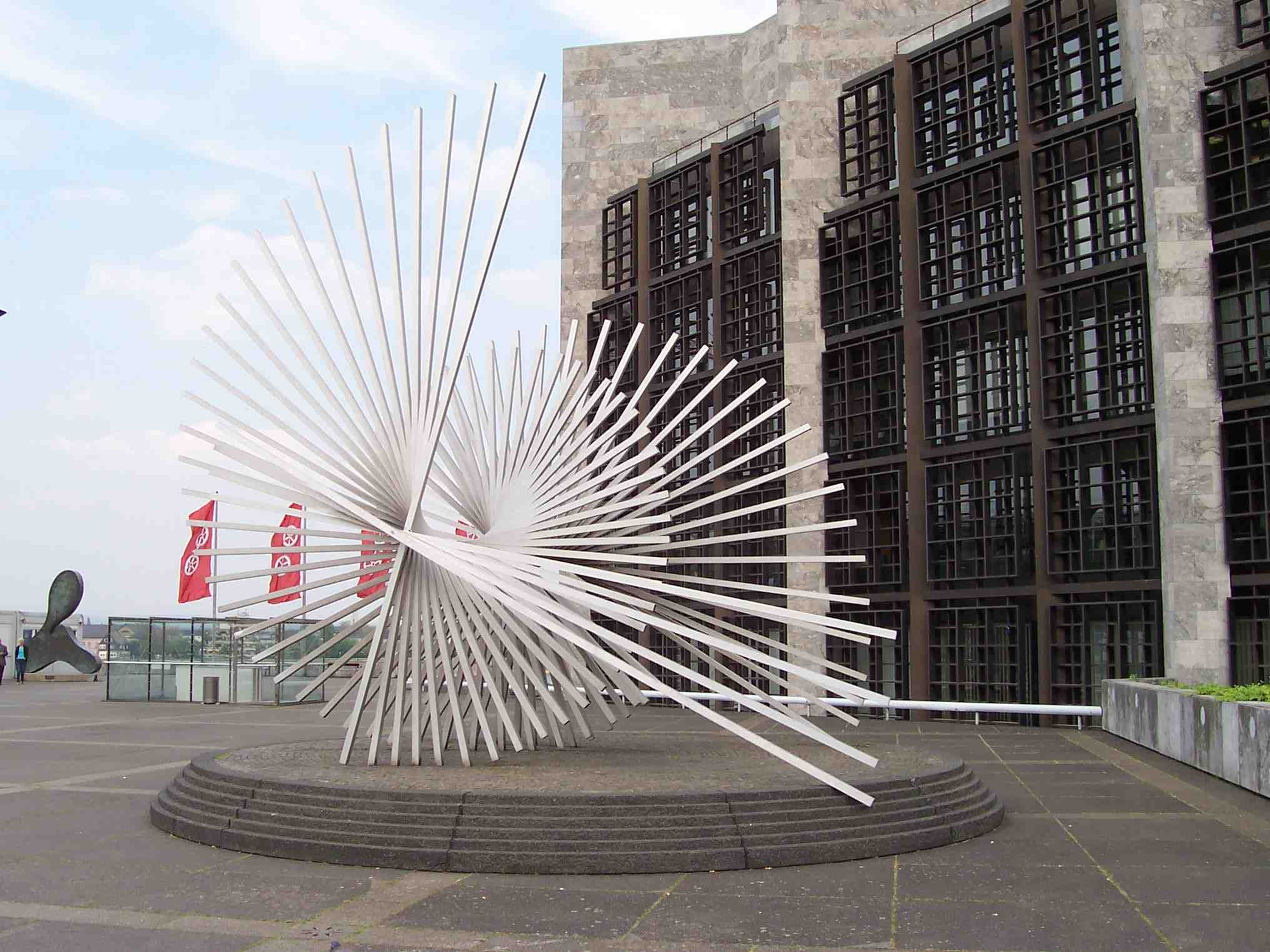
Le bâton se compose d'aluminium, dans l'arrière-plan…
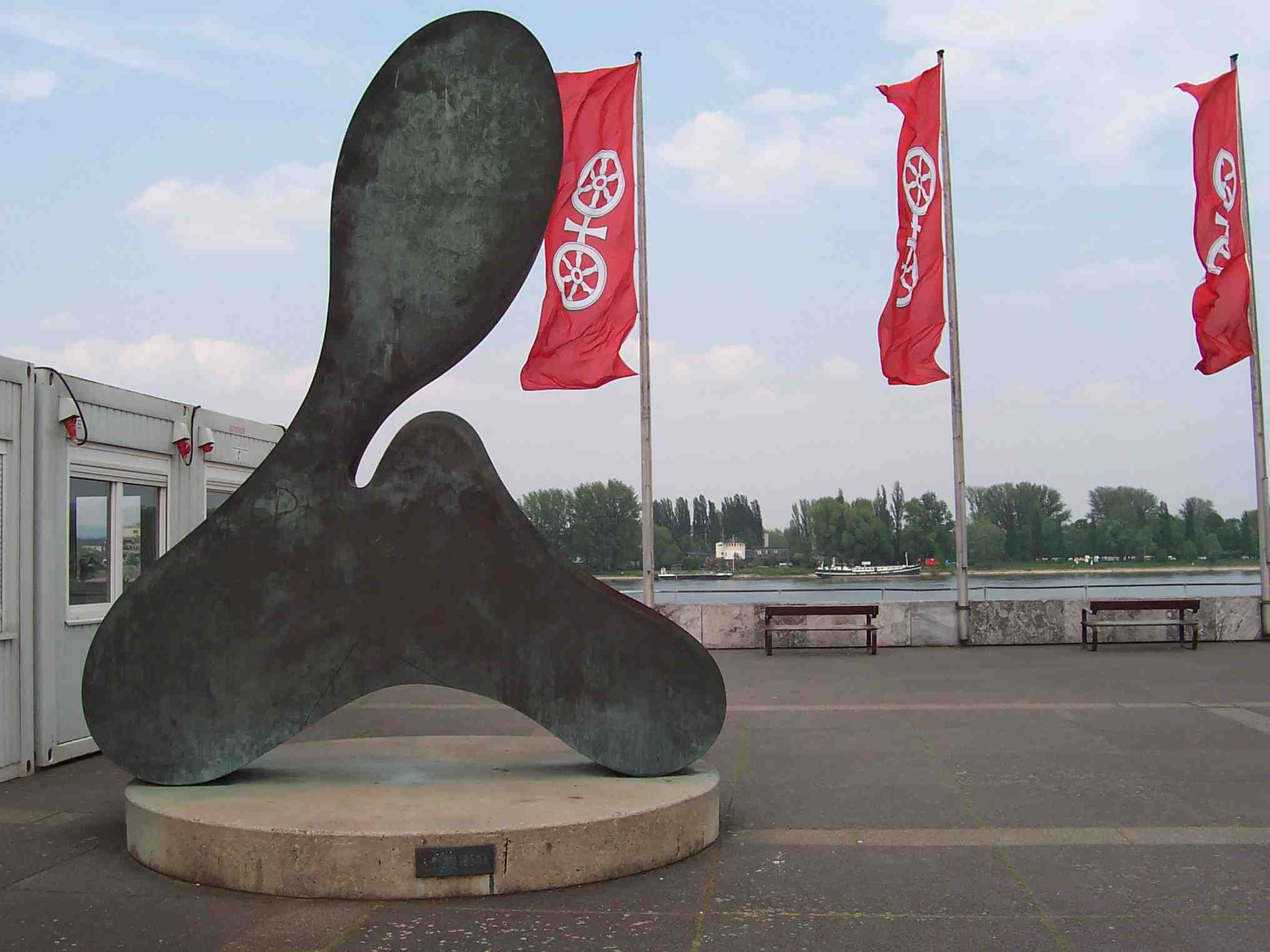
la clé des jaquemart sculpture de Jean Arp